# Куракінське сільське поселення (Ардатовський район)
Кура́кінське сільське поселення (рос. Куракинское сельское поселение) — муніципальне утворення у складі Ардатовського району Мордовії, Росія. Адміністративний центр — село Куракіно.

## Історія
Станом на 2002 рік існували Куракінська сільська рада (села Велике Кузьмино, Куракіно, присілок Сарасово) та Малокузьмиинська сільська рада (села Мале Кузьмино, Олевка, присілок Петровка).
13 липня 2009 року було ліквідовано Малокузьминське сільське поселення, його територія увійшла до складу Куракінського сільського поселення.

## Населення
Населення — 390 осіб (2019, 598 у 2010, 800 у 2002).

## Склад
До складу поселення входять такі населені пункти:
| Населений пункт       | Населення, осіб (2002) | Населення, осіб (2010) |
| --------------------- | ---------------------- | ---------------------- |
| Велике Кузьмино, село | 204                    | 168                    |
| Куракіно, село        | 242                    | 157                    |
| Мале Кузьмино, село   | 250                    | 230                    |
| Олевка, село          | 38                     | 13                     |
| Петровка, присілок    | 4                      | 0                      |
| Саврасово, присілок   | 62                     | 30                     |